# Hội đồng khu tự quản
Một hội đồng khu tự quản (tiếng Anh: municipal corporation) là một định nghĩa pháp lý chỉ một cơ quan chính quyền địa phương bao gồm các đơn vị hành chánh (nhưng không nhất thiết phải giới hạn) thành phố, quận, thị trấn, xã, làng.
Việc hợp nhất khu tự quản xảy ra khi các đơn vị hành chính như thế trở thành các thực thể tự quản theo luật của bang, tỉnh mà nó nằm trong đó. Thường thì sự hợp nhất khu tự quản được bắt đầu bằng một sự cho phép hay công nhận từ chính quyền cấp cao hơn; hoặc là chính quyền địa phương đó tự công bố một bản hiến chương cho khu tự quản của mình.
Tại Vương quốc Anh, trừ "Hội đồng Tự quản Thành phố London", thuật từ này không còn phổ biến nữa nhưng khái niệm của nó vẫn còn là tâm điểm của chính quyền địa phương tại Vương quốc Anh cũng như các cựu thuộc địa của Vương quốc Anh, ví dụ như Ấn Độ và Canada.

## Hiến chương khu tự quản
Một hiến chương thành phố hay hiến chương thị trấn (thường được gọi là hiến chương khu tự quản) là một văn bản pháp lý để thành lập một khu tự quản như thành phố hay thị trấn. Khái niệm này được phát triển tại châu Âu trong thời trung đại và được xem là một phiên bản hiến pháp của một khu tự quản.
Theo truyền thống, một hiến chương khi được chấp thuận sẽ cho phép một khu định cư và cư dân của nó đặc quyền thị thành dưới chế độ phong kiến. Người dân sống trong các "thị trấn có hiến chương" là "tư sản", đối ngược với "nông nô" sống trong các ngôi làng. Thị trấn thường thường là "tự do" theo ý nghĩa rằng chúng được bảo vệ trực tiếp bởi vua và không phụ thuộc vào một lãnh chúa phong kiến địa phương.
Ngày nay, tiến trình chấp thuận hiến chương được định đoạn bởi thể chế chính phủ hay chính quyền tiểu bang hoặc bang. Trong các quốc gia quân chủ, các hiến pháp vẫn thường do hoàng gia hay đại diện của chính phủ thay mặt hoàng gia ban hoặc cấp. Tại các quốc gia liên bang, việc ban cấp hiến chương có thể nằm trong thẩm quyền của chính quyền cấp thấp, ví dụ như chính quyền tiểu bang hoặc bang hay chính quyền tỉnh.